# Communicationssprache
Die Communicationssprache ist ein Vorschlag zu einer konstruierten Sprache von Joseph Schipfer. Entstanden im Jahr 1839, ist sie eine der ältesten belegten Kunstsprachen.
Die Grundlage der Communicationssprache ist das Französische. Substantive werden dekliniert.

## Geschichte
Joseph Schipfer (* 8. April 1761 in Ransbach, † 27. Januar 1843 in Niederwalluf) war ein Gutsherr aus dem Dorf Niederwalluf im Rheingau bei Wiesbaden. Datiert auf dem 20. Februar 1840 ist ein Schreiben von ihm erhalten, das den Titel „Allgemeiner Aufruf an die mitleidige Menschheit“ trägt. Darin beschreibt Schipfer das Leiden der französischen Einwohner der Gegenden um die Rhone und die Saône. In diesem Schreiben stellt der Autor außerdem eine Broschüre über seine „allgemeine Communications- oder Weltsprache“ vor. Weitere Broschüren, für die er ebenfalls um Unterstützung seitens des Herzogs wirbt, befassen sich mit einer Grammatik dieser Sprache und mit Lehrmaterialien für Erwachsene und Kinder im Alter von 12 bis 14 Jahren. Auch eine Beschreibung, wie ein Lebendbegräbnis vermieden werden könne, gehört zu seinem Angebot. Mit dem Gewinn aus dem Verkauf seiner Broschüren schlägt Schipfer vor, die oben genannten französischen Notleidenden zu unterstützen. Vielleicht ist dies mit ein Grund für die ablehnende Entscheidung des Herzogs.
Der Schriftwechsel von Joseph Schipfer mit dem Herzogtum Nassau aus den Jahren 1835 bis 1841 liegt im Hessischen Hauptstaatsarchiv in Wiesbaden vor und kann unter dem Zeichen 210/7907 eingesehen werden.

## Grammatik
Bemerkenswerte Merkmale der Grammatik sind:
- Keine Artikel.
- Unveränderliche Adjektive.
- Komparative werden gebildet mit -ior und -iost.
- Adverbien werden durch Hinzufügen von -ly zu Adjektiven.
- Possessivpronomen ist -a.
- Der Infinitiv ist gekennzeichnet durch -er.
- Substantive werden dekliniert.
- Großschreibung von Substantiven wie im Deutschen.

Die Deklination von Substantiven funktioniert wie folgt, am Beispiel von Masona „Haus“:
| Nominativ | Masona    | ein Haus      |
| Nominativ | Masonas   | Häuser        |
| Genitiv   | Masone    | des Hauses    |
| Genitiv   | Masones   | der Häuser    |
| Dativ     | Masoni    | dem Haus      |
| Dativ     | Masonis   | den Häusern   |
| Akkusativ | Masono    | einen Haus    |
| Akkusativ | Masonos   | Häusern       |
| Vokativ   | o Masona  | oh, Haus      |
| Vokativ   | o Masonos | oh, Häuser    |
| Ablativ   | Masonu    | in einem Haus |
| Ablativ   | Masonus   | in Häusern    |

## Alphabet
Die Communicationssprache basiert auf Französisch und verwendet in hohem Maße umgeschriebene französische Vokabeln, die Schipfer als nahezu universell unter den gebildeten Schichten seiner Zeit ansah. Stumme Buchstaben wurden entfernt, ein Laut pro Buchstabe, Zirkumflexe und Umlaute wurden entfernt, Gravis zur Unterscheidung von Homographen wurden entfernt, der Buchstabe ⟨w⟩ wurde hinzugefügt, Vokale ⟨e⟩ anstelle von ⟨é⟩, ⟨ä⟩ anstelle des französischen ⟨è⟩, ⟨ö⟩ anstelle des französischen ⟨eu⟩ und ⟨œ(u)⟩, ⟨u⟩ anstelle des französischen ⟨ou⟩, ⟨ü⟩ anstelle des französischen ⟨u⟩, ⟨oa⟩ anstelle des französischen ⟨oi⟩, die Einfügung von Makronen für lange Vokale und ein Laut pro Buchstabe.
Obwohl die endgültige Rechtschreibung aufgrund dieses Prinzips „ein Laut pro Buchstabe“ leicht zu lesen und zu buchstabieren ist, ist die tatsächliche Umwandlung französischer Wörter inkonsistent, da sie manchmal auf der Aussprache und manchmal auf der Rechtschreibung basiert. So wird beispielsweise das stumme ⟨c⟩ am Wortende weggelassen, wie in Estoma „Magen“ von estomac, aber das stumme ⟨h⟩ wird beibehalten, wie in Homa „Mann“ von homme.

## Wortschatz
Die Zahlen von 1 bis 10 sehen fogendermaßen aus:
| 1   | 2   | 3    | 4      | 5     | 6     | 7     | 8    | 9    | 10  |
| --- | --- | ---- | ------ | ----- | ----- | ----- | ---- | ---- | --- |
| una | dua | tria | quatra | quina | sesta | setta | otta | nona | dia |

## Textbeispiele

### Vaterunser
No Pera, wia ete Cielu ta Noma sanctiferii; ta Royoma Ais arrivii; ta volonta färerii com Cielu änsi Terru. Donne Ais noa Päno quotidien; pardonne Ais noa offansos, com pardonnas Aos offanding; non permette que succombias tantationi; mä delivre Aos malu.

### Brief
- Communicationssprache

Cher Amia! Ei demanda mil Par donos[verify spelling], que no repondia ta obligeant Lettro dan tamsu a devea. Non puveia excuser tis Foto, si non puveia Eo assurer, que etia plusior moasos malad. Voala veritabel Coso ma silanse, Eo assurang, que sava etimer dan tu sa Etandu Priso tas Amitie et Bonte, wie Continuationo Eo most humbly pria. Rien subata avec plu Ardoru que occasiono, pur puver Ei donner Provos reel tis Paroles, Ei montrer par Effetos avec was respectfu, et Amitia eta, e restua Ei adonne. M. 28 Janvier 1839, ma most cher Amie, ta most devue Amia.
- Deutsch

Theurer Freund! Ich bitte tausendmal um Nachsicht, daß ich Ihr sehr verbindliches Schreiben nicht zu gehöriger Zeit beantwortet habe. Diesen Fehler könnte ich nicht entschuldigen, wenn ich Ihnen nicht versichern könnte, daß ich mehrere Monate krank gewesen bin. Das ist die einzige Ursache meines langen Stillschweigens, wobei ich Sie zugleich versichere, daß ich den Werth Ihrer Freundschaft und Güte, um deren Fortsetzung ich unterthänig bitte, in ihrem ganzen Umfange zu schätzen weis. Ich wünsche nichts sehnlicher, als eine Gelegenheit zu haben, um Ihnen thätige Beweise dieser Aeußerung geben zu können, um Ihnen thätig zu zeigen, mit welcher hochachtungsvollen Freundschaft ich Ihnen ergeben bin und bleiben werde. M. d. 28. Jan. 1839, meines werthesten Freundes ergebenster Diener und Freund.